# Zenonina squamulata
Zenonina squamulata là một loài nhện trong họ Lycosidae.
Loài này thuộc chi Zenonina. Zenonina squamulata được Embrik Strand miêu tả năm 1908.